# هانسی کورش
هانس یورگن کورش (به آلمانی: Hans Jürgen Kürsch) سرشناس به هانسی (Hansi) (متولد ۱۰ اوت ۱۹۶۶) خواننده، ترانه سرا، آهنگساز و نوازنده ی سابق گیتار بیس آلمانی و مشهور به عنوان عضوی از گروه پاور متال بلایند گاردین (به انگلیسی: Blind Guardian) است. به عنوان یکی از بنیان گذاران گروه، از زمان ایجاد گروه در سال ۱۹۸۴ خواننده ی اصلی آن بود و همچنین تا سال ۱۹۹۶ به عنوان گیتاریست بیس گروه فعالیت می کرد. 
وی همچنین خواننده ی سابق گروه دیمنز اند ویزردز (به انگلیسی: Demons and Wizards)، یک پروژه ی جانبی با جان راین شیفر (به انگلیسی: Jon Ryan Schaffer) گیتاریست گروه آمریکایی آیسد ارث (به انگلیسی: Iced Earth) بود. علاوه بر این، هانسی به صورت برجسته به عنوان مهمان با سایر هنرمندان از جمله آنگرا (Angra)، ادگای (Edguy)، آیسد ارث و ثیریین (Therion) کار کرده است. وی به ویژه در آلبوم های 01011001 و The Source پروژه ی ایریان (Ayreon) نقش (کارکتر) بازی کرده است.

## تاریخچه
از خصوصیات قابل توجه در ترانه سرایی هانسی میتوان به همزمان چندین بار تکثیر کردن صدای خودش به ترکیب (overdubbing) اشاره کرد که باعث همپوشانی هارمونی های صدا و ایجاد اتمسفر یک کر (choir) بزرگ میشود. 
ترانه ی "سرود" ("Chant") از اولین آلبوم پروژه ی جانبی دیمنز اند ویزردز (به انگلیسی: Demons and Wizards) که در آن تنها هانسی آواز میخواند (vocal) سبکی همانند سرود مذهبی کلیسای کاتولیک رم یا گریگوری (Gregorian chant) دارد.
متون ترانه های هانسی حول محور موضوعات رایج در سبک پاور متال از جمله فانتزی های قرون وسطایی، داستان های مذهبی/ افسانه ای جی.آر.آر تالکین و اساطیر/ داستان هایی که هم خودش نوشته است هم در دنیای ادبی وجود دارند، میچرخند.
در ترانه های هانسی در اولین آلبوم دیمنز اند ویزردز به همان اسم، به مسائل متفاوتی از جمله زوال لوسیفر، جنگ های صلیبی، شاه آرتور و موردرد (Mordred)، اپرای سیگفراید واگنر و اسطوره ی آلمانی پاید پایپر (Pied Piper) پرداخته میشود اما در آلبوم دوم به نام Touched By The Crimson King 2005، عمدتاً به انواع مختلف رمان های افسانه ای مانند پادشاه سرخ (Crimson King) نوشته ی استفن کینگ و ارباب حلقه ها نوشته ی تولکین پرداخته شده است. 
سه آلبوم دیمنز اند ویزردز تا جدایی هانسی در ٢٠٢١ عبارتند از: 
- (Demons and Wizards (2000
- (Touched By The Crimson King (2005
- (2020) III

اگرچه هانسی بیشتر با نوع صدای شفاف (clear) در صحنه حضور دارد، تکنیک های اولیه ی وی در اوایل خشن تر بودند که از این تکنیک در حضورش به عنوان خواننده ی مهمان در ترانه ی ولهالا (Valhalla) گروه اکستریم متال آلمانی Heaven Shall Burn نیز تا حدودی استفاده شده است.

هانسی در تاریخ یکم فوریه ٢٠٢١، جدایی خود را از پروژه ی مشترکش با جان شیفر - دیمنز اند ویزردز - پی شرکت کردن شیفر در حمله به کاخ کنگره ایالات متحده در تاریخ ۶ ژانویه ٢٠٢١ اینگونه اعلام کرد: "من دوشنبه به جان و Century Media گفتم که در اسرع وقت پروژه ی دیمنز اند ویزردز را ترک خواهم کرد. همکاری من و جان در دیمنز اند ویزردز به پایان خود رسیده است."
هانسی اندکی بعد از مطلع شدن از دست داشتن شیفر در حمله به کنگره، ضمن ابراز ناراحتی خود، هرگونه خشونت چه علیه شخص چه علیه سازمان را محکوم کرد و از محاکمه ی افراد مسئول دفاع کرد.

## حضور به عنوان مهمان
- (Gamma Ray: Land of the Free – "Farewell" (1995
- (Grave Digger: Tunes of War – backing vocals on all tracks (1996
- (Nepal: Manifiesto  – "Besando La Tierra", "Estadio Chico" (1997
- (Iron Savior: Iron Savior – "For the World" (1997
- (Edguy: Vain Glory Opera – "Out of Control", "Vain Glory Opera" (1998
- (Grave Digger: Excalibur – backing vocals on all tracks (1999
- (Therion: Deggial (2000) – "Flesh of the Gods" (2000
- (Rage: Unity – backing vocals on all tracks (2002
- (Angra: Temple of Shadows – "Winds of Destination" (2004
- (Nuclear Blast: Nuclear Blast All-Stars: Into the Light – "Slaves to the Desert" (2007
- Ayreon: 01011001 – portrayed as Forever (represented by a Celtic cross symbol) in "Age of Shadows", "Beneath the Waves", "Newborn Race", "The Fifth Extinction", "Unnatural Selection","River of Time", "The Sixth Extinction" (2008
- (Dreamtone & Iris Mavraki's Neverland: Reversing Time – "To Lose the Sun" (2008
- (Van Canto: Hero – "Take to the Sky" (2008
- (Aneurysm: Shades – "Reflection" (2008
- (The Arrow: Lady Nite – "Never Say Never" (2009
- (Rage: Strings to a Web Bonus DVD (Live at Wacken Open Air 2009) – "Set This World on Fire", All I Want", "Invisible Horizons" (2010
- (Solar Fragment: In Our Hands – Inside the Circle (2011
- Grave Digger: The Ballad of Mary – Rebellion 2010 (2011), EP
- Grave Digger: The Clans Are Still Marching (2011) – "Rebellion (The Clans Are Marching)" (2011), live album
- (Heaven Shall Burn: Veto – "Valhalla" (2013
- (Maegi: Skies Fall – "Those We've Left Behind" (2013
- (Iced Earth: Plagues of Babylon – "Among the Living Dead" (2014
- (The Unguided: Fragile Immortality – "Deathwalker" (2014
- Doro: The 30th Anniversary Show in Duesseldorf – "Rock Till Death" (2014), live album
- (Disforia: The Age of Ether – "The Dying Firmament" (2014
- (Vexillum: Unum – "The Sentenced: Fire and Blood" (2015
- (In Extremo: Quid Pro Quo – "Roter Stern" (2016
- (Hansen & Friends: XXX-Three Decades in Metal – "Follow the Sun" (2016
- (The Dwarves OST: "Children of the Smith" (2016
- Ayreon: The Source – portrayed The Astronomer in "The Day That the World Breaks Down", "Everybody Dies", "Star of Sirrah", "Run! Apocalypse! Run!", "Aquatic Race", "Into the Ocean", "Planet Y Is Alive!", "Journey to Forever", "The Human Compulsion" (2017[۲]
- (Orphaned Land: Unsung Prophets & Dead Messiahs – "Like Orpheus" (2017
- (Judicator: The Last Emperor – "Spiritual Treason" (2018
- Ayreon: Ayreon Universe – The Best of Ayreon Live – "River of Time", "Star of Sirrah", "Age of Shadows", "Everybody Dies", "The Eye of Ra" (2018), live album
- (ZiX: Rise from your Ashes your Grave – "Rise from your Ashes your Grave" (2018
- (Avantasia: Moonglow – "Book of Shallows", "The Raven Child" (2019
- (Hämatom: Single – "I Want It All" (2019
- (Diamond Kobra: The Arrival – as narrator of Intro & Outro (2019